# Nissewaard
Nissewaard é um município dos Países Baixos, situado na província da Holanda do Sul. Tem 83,79 km² de área e sua população em 2020 foi estimada em 85.173 habitantes.